# Écoles militaires en France
Ne doit pas être confondu avec École militaire (France).
La formation des militaires des Forces armées françaises et des services de soutien s'effectuent dans : 
- des écoles de formation initiale ;
- des écoles d'application ;
- des centres de formation.

Ces écoles et ces centres forment des militaires de tous grades en formation initiale ou en formation continue. D'autres dispensent l'enseignement militaire supérieur.

## Histoire

### Sous l'Ancien régime
Sous l'Ancien Régime, il y avait en France :
- l'École militaire d'Auxerre[1] ;
- l'École militaire de Vendôme[2] ;
- l'École militaire royale de Beaumont-en-Auge[3] ;
- l'École militaire de Paris ;
- l'École royale militaire de Pontlevoy[4] ;
- l'École impériale du Service de santé militaire de Strasbourg ;
- l'École militaire de Sorèze ;
- l'École royale du génie de Mézières ;
- l'École d'application de l'artillerie et du génie de Metz.

### Création d'une École supérieure de guerre (Armée de terre)
À la suite de la défaite de 1871, une École supérieure de guerre française est créée en 1876 sur le modèle de l'École de guerre prussienne.

### L'armée de métier
La professionnalisation des armées entamée en 1996 et qui a trouvé son plein effet en 2002 impliquait la disparition de la conscription mais une filière de formation des officiers de réserve est maintenue.

## Lycées de la Défense et assimilés

### Armée de Terre
- Prytanée national militaire à La Flèche (1604)
- Lycée militaire d'Autun (1885)
- Lycée militaire d'Aix-en-Provence (1946)
- Lycée militaire de Saint-Cyr (1966)
- École militaire préparatoire technique à Bourges (2022)

### Marine nationale
- Lycée naval à Brest (1966)
- École des mousses à Brest (2009)

### Armée de l'air et de l'espace
- École des pupilles de l'Air et de l'Espace à Montbonnot-Saint-Martin (1941)
- École d'enseignement technique de l'Armée de l'air et de l'espace à Saintes (1949)

## Les écoles de l'Armée de terre

### Écoles de formation initiale
Les officiers de l'Armée de terre sont formés à l'Académie militaire de Saint-Cyr Coëtquidan, créée en 2021, à Guer qui regroupe trois écoles complémentaires :
- l'École spéciale militaire de Saint-Cyr (ESM) (1802), formation en trois ans par recrutement externe ;
- l’École militaire interarmes (EMIA) (1944), formation en deux ans par recrutement interne de sous-officiers ou de militaires du rang ;
- l'École militaire des aspirants de Coëtquidan (EMAC) (2021), formations courtes notamment pour les officiers sous contrat (OSC) et officiers de la réserve opérationnelle.

Les sous-officiers sont formés à l'École nationale des sous-officiers d'active (ENSOA) créée en 1963 à Saint-Maixent-l'École.
Les militaires du rang sont formés dans onze centres de formation initiale des militaires du rang (CFIM) rattachés aux brigades de l'Armée de terre. En 2019, il a été décidé d’associer à chaque CFIM le nom d’un régiment dissous.
- CFIM de la 27e brigade d'infanterie de montagne - 6e BCA à Gap ;
- CFIM de la 9e brigade d'infanterie de marine - 22e RIMa à Angoulême et 1er RAMa à Guer ;
- CFIM de la 7e brigade blindée - 3e RCA à Valdahon ;
- CFIM de la 11e brigade parachutiste - 6e RPIMa à Caylus ;
- CFIM de la 6e brigade légère blindée - 4e RIMa à Fréjus ;
- CFIM de la 2e brigade blindée - 12e RCA à Bitche ;
- CFIM de la brigade d'appui numérique et cyber - 18e RT à Dieuze ;
- CFIM de la brigade de renseignement cyber électronique - 151e RI à Verdun ;
- CFIM de la brigade logistique - 135e RT à Montlhéry ;
- CFIM du matériel - 1er RMAT à Nîmes.

Pour la Légion étrangère, la formation du personnel non officier s'effectue au 4°RE à Castelnaudary.
Pour la brigade de sapeurs-pompiers de Paris, unité de génie de l'Armée de terre, la formation s'effectue au Groupement formation instruction et de secours à Limeil-Brévannes.

### Écoles d'application
- Écoles militaires de Draguignan :
  - École d'infanterie (INF) ;
  - École d'artillerie (ART).
- Écoles militaires de Saumur :
  - École de cavalerie (CAV) ;
  - École du renseignement de l'Armée de terre (ERAT).
- École du génie (GEN) à Angers ;
- École des transmissions (TRANS) à Cesson-Sévigné ;
- Écoles militaires de Bourges :
  - École du train et de la logistique opérationnelle (Train-Log) ;
  - École du matériel (Matériel).
- État-major spécialisé pour l'outre-mer et l'étranger (EMSOME) à Paris (École militaire).

### Écoles spécialisées
- Écoles de l'aviation légère de l'Armée de terre (EALAT) :
  - base école - 2e RHC au Cannet-des-Maures ;
  - base école - 6e RHC à Dax ;
  - École franco-allemande de formation des équipages Tigre (EFA) au Luc.
- École militaire de haute montagne (EMHM) à Chamonix ;
- Groupement d'aguerrissement montagne (GAM) à Briançon et Barcelonnette ;
- École des troupes aéroportées (ETAP) à Pau ;
- École des drones à Chaumont ;
- École militaire de l'influence (création attendue en 2024) ;
- Académie des forces spéciales (centre Arès) à Pau.

### Centres spécialisés
- Centre d'entrainement des postes de commandement (CEPC) - 3e RA à Mailly-le-Camp ;
- Centre d'entraînement aux actions en zone urbaine (CENZUB) - 94e RI à Sissonne ;
- Centre d’appui et de préparation au combat interarmes (CAPCIA) - 51e RI à Mourmelon-le-Grand ;
- Centre national d'entraînement commando (CNEC) - 1er Régiment de choc à Mont-Louis ;
- Centre d’entraînement au combat (CENTAC) - 1er BCP à Mailly-le-Camp ;
- 1er régiment de chasseurs d'Afrique à Canjuers ;
- 17e groupe d'artillerie à Biscarosse ;
- Camp de La Courtine à La Courtine.

### Enseignement militaire supérieur - Terre
- École de guerre - Terre (EDG-T) à Paris (École militaire) ;
- École d'état-major (EEM) de Saumur ;
- Enseignement militaire supérieur scientifique et technique (EMSST) à Paris (École militaire) ;
- École supérieure des officiers de réserve spécialistes d'état-major (ESORSEM) à Paris (École militaire).

## Les écoles de la Marine nationale
Dans la Marine nationale française, il existe quatre écoles de formations initiales :
- deux situées à Lanvéoc forment les officiers :
  - l’École navale pour les officiers de marine ;
  - l'École militaire de la flotte pour les officiers sous contrat et les officiers spécialisés ; [supprimée et remplacée par l'école navale interne]
- le Centre d'instruction naval à Brest où sont situés :
  - l'École de maistrance (formation initiale des officiers mariniers) ;
  - l’École des mousses  ;
- une répartie sur plusieurs sites forme les équipages : l'École des matelots.
- il existe en outre l'école d'administration des affaires maritimes, grande école militaire qui forme un corps d'officiers de la marine nationale : les administrateurs des affaires maritimes; elle est rattachée au ministre chargé de la mer. Ses élèves sont en partie formés par l'école navale dans le cadre d'une convention.

La Marine dispose également d'écoles et de centres formant les marins à leur spécialité :
- l'École de navigation sous-marine (ESNSM BREST) de Brest ;
- le Pôle écoles Méditerranée (anciennement Centre d'instruction naval de Saint Mandrier) qui assure la formation de diverses spécialités de la Marine ;
- l'École des fusiliers marins de Lorient (ECOFUS);
- le Centre d'entraînement et d'instruction de Lann-Bihoué de Lorient ;
- le Centre d'analyse et d'instruction de l'aviation navale (CAI ALAVIA) de Nîmes ;
- l'École du personnel volant de Nîmes ;
- l'École du personnel de pont d'envol d'Hyères ;
- l'École de spécialisation sur hélicoptères embarqués de Lanvéoc ;
- l'École d'initiation au pilotage de Lanvéoc ;
- l'École des applications militaires de l'énergie atomique de Cherbourg-Octeville ;
- l'École des marins météorologistes océanographes (ECOMETOC) de Toulouse ;
- l'École de manœuvre et de navigation (EMN) de Lanvéoc ;
- l'École des marins pompiers de la Marine.

À cela s'ajoutent les centres de formation de l'aéronautique navale :
- la base d'aéronautique navale de Lanvéoc ;
- l'école de l'aéronautique navale de Dax, spécialité hélicoptère ;
- la base de l'aéronautique navale de Salon-de-Provence pour les ingénieurs ;
- l'école de l'aéronautique navale de Le Luc pour les pilotes d'hélicoptère ;
- l'école de l'aéronautique navale de Cognac pour les pilotes de chasse ;
- l'école de l'aviation de transport d'Avord, spécialité multimoteurs ;
- la base de l'aéronautique navale de Lorient-Lann Bihoué ;
- la base de l'aéronavale de Landivisiau pour les pilotes de chasse.

À noter le cas particulier de l'école du service hydrographique et océanographique de la Marine qui forme les marins de spécialité hydrographe mais dépend de l'établissement public administratif  « service hydrographique et océanographique de la Marine ».

## Les écoles de l'Armée de l'air

### Écoles de formation initiale
Dans l'Armée de l'air, il existe trois écoles de formations initiales :
- deux situées à Salon-de-Provence, formant les officiers : 
  - l'École de l'air pour les officiers issus du recrutement direct ;
  - l’École militaire de l'air pour les officiers issus du recrutement interne ;
- une école située à Rochefort pour la formation des sous-officiers : l'École de formation des sous-officiers de l'Armée de l'air (EFSOAA).

Du temps de la conscription, avant 1997, les élèves officiers de réserve de l'Armée de l'air effectuaient leur formation dans l'unité spécialisée : « escadron des élèves officiers de réserve » (EEOR), renommé « escadron de formation des officiers » (EFO), abrité par le Groupement école GE 00.306 de la base aérienne 105 Évreux-Fauville.

### Écoles d'application
- École d'enseignement technique de l'Armée de l'air (EETAA) de Saintes ;
- École de pilotage de l'Armée de l'air (EPAA) de Cognac ;
- École de transition opérationnelle (ETO) de Cazaux ;
- École des techniciens de la sécurité de l'Armée de l'air de Cazaux, qui forme notamment les futurs pompiers de l'Armée de l'air ;
- École de l'aviation de transport (EAT) d'Avord ;
- École de l'aviation de chasse (EAC) de Tours.

## Les écoles de la Gendarmerie
Dans la gendarmerie française, il existe six écoles: 
- une école pour la formation des officiers : l'Académie militaire de la gendarmerie nationale, anciennement nommée EOGN[5] de Melun ;
- cinq écoles pour la formation des sous-officiers et des gendarmes adjoints volontaires :
  - l'école de gendarmerie de Châteaulin ;
  - l'école de gendarmerie de Chaumont ;
  - l'école de gendarmerie de Dijon ;
  - l'école de gendarmerie de Montluçon ;
  - l'école de gendarmerie de Tulle ;
- deux autres écoles qui organisent également des formations pour les officiers, sous-officiers et gendarmes adjoints volontaires :
  - l'école de gendarmerie de Fontainebleau ;
  - l'école de gendarmerie de Rochefort.

Afin de former les militaires dans les spécialités de la gendarmerie, il existe plusieurs centres nationaux de formation ou d'instruction, répartis à l'intérieur ou en dehors des écoles nommées ci-dessus. Parmi ces spécialités : nautique, cynophile, ski et alpinisme, systèmes d'information et de communication, police judiciaire, sécurité routière, langues et international, entraînement des forces, commandement, renseignement opérationnel.

## Service du commissariat des armées
- École des commissaires des armées.
- École des spécialités du Commissariat des armées (depuis février 2015, auparavant dépendante de la Marine nationale sous le nom École des fourriers)[6].
- Division formation technique de l'établissement logistique du commissariat des armées de Roanne.

## Service d'infrastructure de la Défense
- École nationale supérieure des ingénieurs de l'infrastructure militaire

## Service de santé des armées
- Les praticiens des armées, médecins, pharmaciens, vétérinaires sont formés à l'École de santé des armées (ESA).
- L'École du Val-de-Grâce (EVDG) remplace l'École d'application du service de santé des armées (EASSA).
- Les infirmiers militaires sont formés au sein de l'École du personnel paramédical des armées (EPPA).

## Direction générale de l'Armement
Les écoles formant les ingénieurs de l'armement sont :
- l'École polytechnique de Palaiseau ;
- l'École nationale supérieure de techniques avancées (ENSTA) de Palaiseau ;
- l'Institut supérieur de l'aéronautique et de l'espace (ISAE-SUPAERO) de Toulouse.

Les écoles formant les ingénieurs des études et techniques de l'armement sont :
- l'École nationale supérieure de techniques avancées Bretagne (ENSTA Bretagne, ex-ENSIETA) de Brest ;
- l'Institut supérieur de l'aéronautique et de l'espace (ISAE-SUPAERO) de Toulouse.

La DGA exerce une tutelle sur les écoles d'ingénieurs formant ses ingénieurs militaires. Ces écoles forment aussi des ingénieurs civils. Les élèves de l'École polytechnique ont un statut de militaire durant leur scolarité qu'ils conservent s'ils choisissent de devenir ingénieur de l’armement ou officier de l’Armée française : pour devenir ingénieur de l’armement, ils doivent, en fonction de leur classement de sortie, demander d’intégrer le corps des ingénieurs de l’armement et poursuivre leur formation à l'ENSTA ou l'ISAE-SUPAERO en tant qu'ingénieurs-élèves.

## Direction du renseignement militaire
- Centre de formation interarmées au renseignement (CFIAR) de Creil

## Écoles interarmées du haut commandement
L'École militaire est le nom de l'édifice parisien qui a été construit pour abriter l'école militaire. Il abrite actuellement plusieurs établissements d'enseignement supérieur du ministère de la Défense français sous la tutelle de la Direction de l'enseignement militaire supérieur :
- l'École de guerre (EDG);
- l'Institut des hautes études de Défense nationale (IHEDN);
- le Centre des hautes études militaires (CHEM) ;
- le Centre d'étude stratégique de la Marine (CESM)
- l'institut de recherche stratégique de l'École militaire (IRSEM).

L'école militaire a été créée au XVIIIe siècle sous le règne de Louis XV sur proposition du maréchal de Saxe. Joseph Paris Duverney en est le créateur et le premier intendant. Napoléon Bonaparte y fait ses études militaires, de 1784 à 1785. S'y trouve aussi un centre de documentation abritant deux bibliothèques ouvertes au public.

## Secrétariat général pour l'administration
- Centre de formation de la Défense (CFD) de Bourges